# Artjom Alexandrowitsch Loskutow
Artjom Loskutow (* 15. September 1986 in Nowosibirsk) ist ein russischer Konzeptkünstler und Erfinder der Monstration, einer ursprünglich in Nowosibirsk und inzwischen in mehreren Dutzend Städten in Russland durchgeführten Erster-Mai-Veranstaltung mit absurden Losungen. Er lebt in Moskau. Neben der Monstration ist Loskutow Organisator des Kinofestivals Kinovar in Moskau.

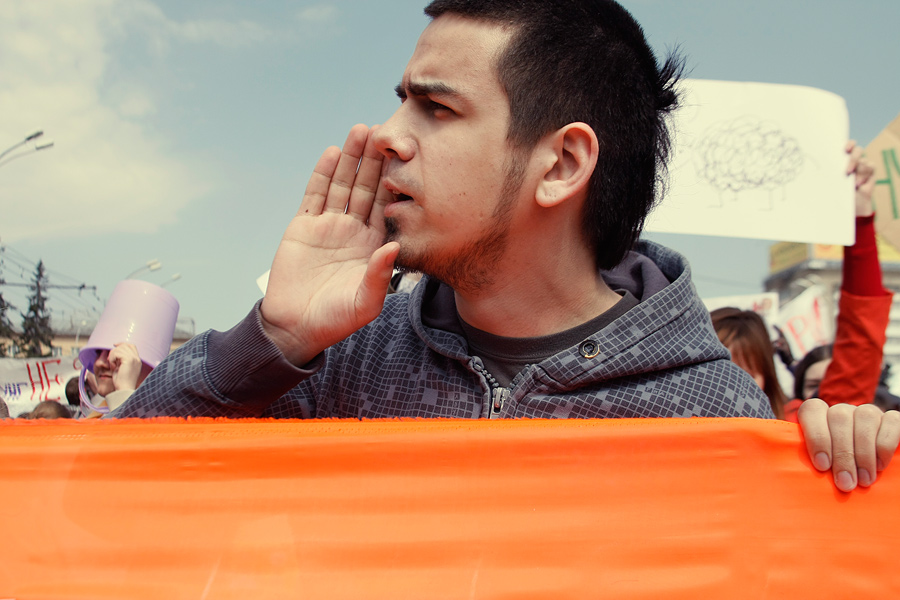
Artjom Loskutow an der Monstration im Jahr 2010

## Biografie
Loskutow wurde in Sibirien geboren und studierte an der Nowosibirsker Staatlichen Technischen Universität (NGTU). Im Jahr 2004 veranstaltete er mit wenigen Dutzend Gleichgesinnten die erste Monstration, indem sich eine Gruppe mit absurden Plakaten dem offiziellen Erster-Mai-Umzug der Kommunistischen Partei der Russischen Föderation in Nowosibirsk beigesellte. Bis im Jahr 2008 fand die Monstation jeweils als Teil der Mai-Demonstration statt. Ab 2009 fand sie als eigene Veranstaltung mit Umzug statt. Im selben Jahr wurde Loskutow zum ersten Mal von Mitarbeitern des staatlichen Anti-Extremismuszentrums E verhaftet. Bei der Durchsuchung wurden elf Gramm Marihuana gefunden; auf dem Plastiksäckchen ließen sich jedoch keine Fingerabdrücke von Loskutow nachweisen, ebenso wurde er nicht positiv auf Cannabis getestet. Am 10. Juni wurde Loskutow, nach zahlreichen Aktionen, die seine Freilassung verlangten, wieder auf freien Fuß gesetzt. Im Jahr 2010 fand zum ersten Mal in Nowosibirsk eine genehmigte Monstration statt.